# 羽後里見站
羽後里見站（日语：／ Ugo-Satomi eki */?）是位於秋田縣平鹿郡雄物川町東里東里北（現時：橫手市雄物川町東里東里北），羽後交通橫莊線的鐵路車站（廢站）。

## 歷史
- 1918年（大正7年）8月18日：橫莊鐵道橫手站至沼館站之間開通，里見站（日语：／）啟用[1][2][3][4]。當時為一般車站[4]。
- 1925年（大正14年）9月2日：車站改名為羽後里見站[2][5]。
- 1944年（昭和19年）6月1日：公司改名為羽後鐵道。此線的名稱定為橫莊線。使此站成為羽後鐵道橫莊線車站[1][2][6]。
- 1947年（昭和22年）
  - 7月23日：當區發生暴雨，使路基和橋腳被損，橫莊線整段暫停營業，此站也暫停營業[3][7]。
  - 7月29日：橫手站至館合站之間重開，此站重開[3][7]。
- 1952年（昭和27年）2月15日：公司改名為羽後交通。使此站成為羽後交通橫莊線車站[1][2][3][6]。
- 1971年（昭和46年）7月20日：隨著橫莊線被廢除，此站也被廢除[1][2][3][6]。

## 車站構造
截至廢站前，此站是地面車站，設有1面1線的單式月台。月台在路軌南邊（老方方向的列車會開啟左邊車門）。此站設有側線，當中從本線向北分岔設有1條機走線。在本線靠近橫手一方的機走線處還有向南分岔的側線，該側線延伸至站舍東邊。
此站是直營車站。站舍是在站內南邊，鄰接月台中央部分。

## 車站周邊
車站前方設有JA里見（現時：JA秋田故鄉）。
- 國道107號（日语：国道107号）（本莊街道）

## 現狀
截至1996年（平成8年），車站附近還保留與車站關係較深的農業倉庫與農協建築物。在2002年（平成14年）3月，雄物川町（當時）在車站遺址附近JA的用地一角，建立了一塊紀念碑，碑上刻上了「橫莊線 羽後里見站跡」和此站的歷史。在2007年（平成19年）5月和2010年（平成22年）10月也是同樣。
另外截至1996年（平成8年），淺舞站附近至沼館站附近（包含此站在內）的路軌遺址變成了農免道路。在2007年（平成19年）5月和2010年（平成22年）也是同樣。
截至1999年（平成11年），在此站遺址附近的農田中，放置了一架木造棚車Wa1形（第2代）Wa22，該車輛重用為一個私人倉庫。

## 相鄰車站
羽後交通
橫莊線
豐前－羽後里見－沼館

## 注腳
1. 1 2 3 4  《日本鉄道旅行地図帳 全線全駅全廃線 2 東北》（監修：今尾惠介，新潮社，2008年6月發行）43頁。
2. 1 2 3 4 5  《新 鉄道廃線跡を歩く1 北海道・北東北編》（JTB出版，2010年4月發行）222頁。
3. 1 2 3 4 5 6 7 8  《新 消えた轍 3 東北》（著：寺田裕一，Neko出版，2010年8月發行）25-28,30-31頁。
4. 1 2 3  《私鉄の廃線跡を歩くI 北海道・東北編》（著：寺田裕一，JTB出版，2007年9月發行）165頁。
5. ↑  「地方鉄道駅名改称」『官報』1925年9月14日（國立國會圖書館數碼化資料）
6. 1 2 3 4 5 6  《私鉄の廃線跡を歩くI 北海道・東北編》（著：寺田裕一，JTB出版，2007年9月發行）82-85頁。
7. 1 2  《RM LIBRARY 61 羽後交通横荘線》（著：若林宣，Neko出版，2004年9月發行）16-17頁。
8. 1 2 3 4  《RM LIBRARY 61 羽後交通横荘線》（著：若林宣，Neko出版，2004年9月發行）6,10,18頁。
9. 1 2  《とうほく廃線紀行》（無明舍出版，1999年12月發行）60頁。
10. 1 2  《鉄道廃線跡を歩くII》（JTB出版，1996年9月發行）34頁。
11. 1 2  《新 鉄道廃線跡を歩く1 北海道・北東北編》（JTB出版，2010年4月發行）203頁。

## 相關項目
- 日本鐵路車站列表 U